# Reginald Stubbs
Reginald Stubbs, właśc. sir Reginald Edward Stubbs (ur. 13 października 1876 w Oksfordzie, zm. 7 grudnia 1947 w Bearsted) – brytyjski urzędnik kolonialny, gubernator Hongkongu w latach 1919–1925, gubernator Jamajki w latach 1926–1932, gubernator Cypru w latach 1932–1933 oraz gubernator Cejlonu w latach 1933–1937.

## Życiorys

### Dzieciństwo i młodość
Urodził się 13 października 1876, jako najmłodszy z pięciu synów anglikańskiego biskupa Oksfordu i profesora historii nowożytnej Williama Stubbsa (1825–1901) oraz Catherine z domu Dellar (1838-??).
Uczył się w Radley College, a następnie na Corpus Christi College Uniwersytetu Oksfordzkiego, który ukończył w 1899.

### Kariera w administracji kolonialnej
W 1900 rozpoczął pracę w Colonial Office w departamencie Azji Wschodniej. W latach 1910–1911 przebywał w Malezji i Hongkongu.

#### Cejlon
W latach 1913–1918 trzykrotnie pełnił funkcję pełniącego obowiązki gubernatora Cejlonu Brytyjskiego. 24 stycznia 1913 po raz pierwszy objął urząd, zastępując na stanowisku Henry’ego McCalluma. 18 października tegoż roku gubernatorem został Robert Chalmers. Reginald Stubbs zastąpił go 4 grudnia 1913 i sprawował urząd do 15 kwietnia 1916 – wówczas gubernatorem został John Anderson. Po raz trzeci Stubbs był pełniącym obowiązki od 24 marca 1918 do 10 września 1918.

#### Hongkong
Od 30 września 1919, kiedy to zastąpił Francisa Maya, do października 1925 pełnił funkcję gubernatora Hongkongu. Po nim obowiązki przejął Cecil Clementi.

#### Jamajka
Już wiosną kolejnego roku (26 kwietnia 1926) objął urząd gubernatora Jamajki, który sprawował do 9 listopada 1932. Zarówno jego następcą jak i poprzednikiem był A.S. Jeef.

#### Cypr
29 października 1932 zastąpił Ronalda Storrsa na stanowisku brytyjskiego gubernatora Cypru. Urząd sprawował do 8 listopada 1933, a jego następcą został Herbert Palmer.

#### Ponownie Cejlon
Stubbs powrócił na Cejlon i został jego gubernatorem 23 grudnia 1933 (po Graeme Thompsonie, urząd objął po raz czwarty ale po raz pierwszy nie jako pełniący obowiązki. 30 czerwca 1937 zakończył kadencję i przeszedł na emeryturę, a jego następcą został Andrew Caldecott.

### Emerytura
Zamieszkał w Bearsted w hrabstwie Kent, gdzie zmarł 7 grudnia 1947.